# José Cercas
José Cercas Domínguez (Santa Ana Cáceres, 1959) es un escritor de poesía español.

## Biografía
Nacido en Santa Ana (Cáceres), en 1959, es de profesión Educador Social. Dentro del mundo de la literatura, destaca su participación en diversas revistas. A principio de los años 80, colaboró asiduamente con las revistas “Vivencias” y “Generación”. Asimismo, durante esa década, participó también en la revista “Vientos del pueblo”.
Además ha colaborado con varias revistas que publican en formato digital, en Internet: “Palabras diversas”, “Ariadna R.C” y “Sabor Artístico"
En Radio Requena, durante al menos un año, condujo un programa de emisión semanal, “Biografía poética”, dirigido por Elena Pérez y Pablo Motos.
Al mismo tiempo, es miembro de la Asociación de Escritores de Extremadura y del Directorio REMES (Red mundial de escritores en español).
En 1981 salió a la luz en Madrid su primer libro, “Primavera81.- Voces de hoy”, de la editorial “La Idea”, en colaboración con los poetas Miguel Gámez Quintana, Ricardo Timiraos y Antoana .
Después tendría un largo periodo sin escribir ni publicar hasta que en 2006, y con un gran éxito de crítica, la editorial madrileña “Alfasur” publicó su primer poemario en solitario: “El tiempo que me habita”
Ya en 2007 publicó junto con otros poetas latinos “Todas las manos. Antología poética y solidaria", mientras que en 2008, de la mano de la editorial de Madrid “Vitruvio”, editó su segundo poemario, “Los versos de la ausencia y la derrota”. En 2010 prologa el libro de la poeta gallega, Juana Corsina González Fraga. “Ángulo muerto”, editado por la editorial Alfasur. Además publica en el libro sobre Miguel Hernández. (Corrillo de diletantes)
Publica en la antología de poetas de Extremadura del Ayuntamiento de Badajoz "El vuelo de la palabra 2010", y en la antología "Momentos literarios VI" del Gran Café Victoria de Badajoz.
Fue uno de los veinte mil poetas seleccionados por Fernando Sabido en la antología de poetas del siglo XXI
Fue colaborador literario del periódico "Avuelapluma" digitalextremadura y Cáceres en tu mano.
Coordinó la antología poética Poetas del mundo con Cáceres, “Siempre"
Ya en 2011 su producción literaria es inmensa, ya que prologa el libro de quince poetas extremeños "La niña bonita" de la editorial Rumorvisual; publica el libro "Dana o la luz detenida" de la editorial Alfasur, del que incluso se editaría una segunda edición por la editorial Rumorvisual; publica en la antología Poetas de Extremadura del Ayuntamiento de Badajoz "El vuelo de la palabra 2011"; publica en al antología "Momentos literarios VII" del Café Victoria de Badajoz; publica en la antología solidaria "Uni-versos para Somalia"; publica en la antología "Veinte verdades fingidas" poemas de amor de poetas extremeños; publica en la revista cultural Norbania; y prologa el poemario del poeta cacereño Vicente Rodríguez, " 33" de la editorial Rumorvisual. Mientras que en 2012 ha prologado el libro Per-versos Dehesarios de la editorial Tremn; ha publicado en la antología de poetas extremeños del ayuntamiento de Badajoz; ha publicado en la antología de poetas del mundo con Haití, ha publicado en el libro "Mil poemas a Miguel Hernández", y ha publicado su cuarto libro en solitario "Oxígeno" por la editorial Ariadna.
En 2013: Colabora con el periódico digital "La opinión de Trujillo"
Colabora asiduamente con la revista Ombligo de México.
Coordina la publicación de escritores españoles en la revista Kundra de Argentina.
Colabora con la revista Letralia de Venezuela
Publica en la Antología del ayuntamiento de Badajoz "El vuelo de la palabra 2013"
Ha sido invitado a varios certámenes y congresos literarios "La noche en Blanco de Granada" y congreso nacional de escritores de Alicante.
En 2014 la editorial cacereña publica una antología de sus libros de amor "Detrás de la noche"
Publica en antología y revistas.
2015 en marzo, publica su libro más desgarrador sentimentalmente hablado "Los Marcados días de la lluvia."También en este año publica y coordina antologías como la de "Los niños de la guerra"
la antología: Los niños de la guerra".
Principios de 2016, publica "Madre" un poemario dedicado a la memoria de su madre.
En 2021 ha sido galardonado con el Premio Internacional de Literatura Gustavo Adolfo Bécquer por su libro ‘Lo que en verdad sucede’ y el conjunto de su obra.

## Publicaciones
- Primavera81 (1981), en colaboración con los poetas Miguel Gámez Quintana, Ricardo Timiraos y Antoana.
- El tiempo que me habita (2006)
- Todas las manos (2007)
- Los versos de la ausencia y la derrota (2008)
- Corrillo de diletantes (2010) (libro sobre el poeta y dramaturgo Miguel Hernández)
- Momentos literarios VI
- El vuelo de la palabra (2010)
- El vuelo de la palabra 2011
- Momentos literarios 2011
- Antología literaria "Veinte verdades fingidas"
- Dana o la luz detenida 2011
- "Uni-versos para Somalia"
- Oxígeno (2012)
- Poetas del mundo con Haití 2012
- Mil poemas a Miguel Hernández 2012
- El vuelo de la palabra 2013
- Campamento dignidad. Antología poética.
- Letras para crecer. Antología poética.
- La luna en versos. Antología poética.

Detrás de la noche (antología de poemas de amor)
- Revista de poesía. Río Arga.
- Madre, 2014
- Balada del hombre piedra, 2016
- Lluvia, 2017
- El delta del Paraná. Premio al mejor libro en prosa poética en la feria del libro de Madrid. 2019